# 那鴻·佐洛托夫
那鴻·佐洛托夫（希伯来文：Nahum Zolotov，1926年－2014年5月15日）是一位以色列建築师和1961年Rokach奖的得奖人。他是1973年雷希特奖的得主。

## 生平
佐洛托夫於1926年出生在波兰的华沙市，於1935年随著家人迁回以色列，并与他们定居在特拉维夫。1939年他拜师雕塑家摩西·斯特恩舒斯学艺，开始与他携手合作许多项目。其中最著名的，就是为了纪念在尼特扎尼姆战役中的阵亡将士的尼特扎尼姆纪念馆。
该纪念馆於1965年兴建，被公认为是以色列建築史上最重要的建築之一。该纪念馆也用来作为文化中心。该馆建於粗野派风格，让人联想起一个军事掩体或作战指挥部，俯瞰著基布兹的原址。该建築以其不同的组合，试图激起遊客体会作战士兵保家卫国和失去死者的感受。在该馆旁侧，佐洛托夫邀请摩西·斯特恩舒斯为阵亡者兴建一座纪念碑。
在希伯来人居住区的警察部队服务一年之後（在此期间，他在基布兹的Ein HaShofed区域担任警卫职务），他在海法的以色列理工学院开始研读建築学。鑑於战争，他错过一年，而在1950年完成学业。自1955年以後，他一直独自工作。
在50年代和60年代，佐洛托夫成为在以色列粗野派风格的领导和最成功的建築师之一。他是有关特拉维夫的城市计划先进思想的先驱。1958年佐洛托夫策划了特拉维夫的第一栋高楼。位於本耶胡达大街77-79号的建築有十一层高（一层商业楼，一层开放式楼，八层公寓，和他办公室所在的顶楼）。这个建築代表了以色列城市规划的转捩点，因为它是高楼建设的一个先锋项目。它包含了Supersol公司在以色列所成立的第一家超市。由於他的坚定执著，施工已经完成，而且成为以技术上先进的方式在特拉维夫所建成最高的大楼。先进的佐洛托夫被提名颁授1961年的建築Rokach奖。
1963年因著那位於Ein Avdat的招待所，他赢得了雷希特奖。
2011年书名为「那鸿佐洛托夫-建築师和城市规划者」由建築师图拉阿米尔发表。

## 作品
- 大楼与超市场，Ben Yehuda 路，特拉维夫（Rokach 奖，1961 年）
- 住宅项目，1957 年
- 公寓楼，1959 年
- 住宅项目实例，第5区，Beer Sheva, 1959 年
- 《Glilot 的嘴》之办公室，特拉维夫，1959 年
- Ein Gedi 学校，1962 年
- 招待所，Ein Avdat, 1962 年（Rechter 奖）
- 住宅项目与田间学校，Naot Hakikar, 1963 年
- 纪念馆与文化中心，Nitzanim 基布兹, 1965 年
- 在Carmel 森林的恢复房，1966 年
- 犹太教堂，Nazareth Ilit, 1967 年
- Shabak 司令部，特拉维夫，1967 年（Rokach 奖，1973 年）
- 私立医院，1967 年
- 南特拉维夫的火车站，1970 年（现在不使用）
- 特拉维夫之海豚馆，1978 年
- 《伊拉克移民的统一》犹太教堂，Beer Sheva, 1971 年
- 《以色列经验》房，旧Jaffa